# The Tubes (album)
Albums de The Tubes
Young and Rich
(1976)
The Tubes est le premier album du groupe de glam rock américain The Tubes.
Enregistré durant les mois de mars et avril 1975 aux studios Record Plant de Los Angeles, l'album est produit par Al Kooper et publié en 1975 sur le label A&M Records,.

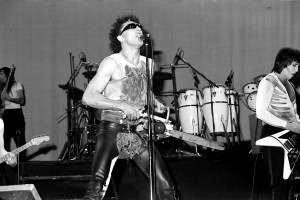
The Tubes.

## Titres

### Face 1
1. Up From The Deep (Tubes / Ray Trainer) – 4:30
2. Haloes (Spooner / Steen / Kooper) – 4:55
3. Space Baby (Spooner / Welnick) – 4:26
4. Malagueña Salerosa (Pedro Galindo / Elpidio Ramirez) – 4:51

### Face 2
1. Mondo Bondage (Tubes) – 4:34
2. What Do You Want From Life (Spooner / Evans) – 4:02
3. Boy Crazy (Spooner) – 4:12
4. White Punks On Dope (Evans / Spooner / Steen) – 6:45

## Musiciens
- Rick Marc Anderson : guitare basse
- Michael David Cotten : synthétiseur
- Prairie L'Emprere Prince : batterie
- William Edmond Spooner : guitare électrique, chant
- Roger Allan Steen : guitare électrique, chant
- Fee : chant principal
- Vincent Leo Welnick : claviers